# Pseudocanestrinia
Pseudocanestrinia (лат.) — род панцирных клещей (Oribatida) из семейства Canestriniidae отряда Саркоптиформные клещи. 5 видов.

## Описание
Мелкие клещи (длина идиосомы около 0,4 мм. От близких групп отличаются следующими признаками: дорсальная поверхность идиосомы сетчатая, обычно сильнее между волосками e1 и h1, серповидная или U-образная структура отсутствует; сюугальная борозда хорошо развита; проподосомальный щит слабо развит, маленький. Супракоксальные волоски довольно короткие, голые. Некоторые дорсальные волоски обычно утолщены. Копулятивная бурса коническая, расположена задневентрально. Щетинки se, сp, f2 и h2 хлыстовидные, всегда макросеты. Аподемы 1 соединены медиально, образуя Y-образную структуру. Гнатосома не удлинённая, лишь частично покрыта проподосомой. Субунгуиновые волоски на лапках I—IV хорошо развиты, веретеновидные. Ассоциированы с жуками-жужелицами рода Carabus (Coleoptera: Carabidae, Carabus), под надкрыльями которых обнаружены.

## Классификация
Известно 5 видов. Род был впервые выделен в 2001 году и включён в состав семейства Canestriniidae. Род обладает сходством с Photia, но его можно отличить по отсутствию серповидной или U-образной структуры на дорсуме гистеросомы у самок, более короткой гнатосоме и отсутствию «каудальной капсулы» у самцов. Хетотаксия тела и ног как у рода Photia. Семейство включают в надсемейство Canestrinioidea.
- Pseudocanestrinia berndi (Haitlinger) — Босния и Герцеговина, Крым
  - =Canestrinia berndi Haitlinger, 1995
- Pseudocanestrinia carabi Khaustov et Eidelberg, 2001 — Крым (Ай-Петри)
- Pseudocanestrinia mahunkai (Samšinák) — Венгрия, Польша
  - =Canestrinia mahunkai Samšinák, 1971
- Pseudocanestrinia occidentalis (Samšinák) — Франция (La Lourde)
  - =Canestrinia occidentalis Samšinák, 1971
- Pseudocanestrinia orientalis (Samšinák) — Словения
  - =Canestrinia orientalis Samšinák, 1971